# Francisco Piria
 (février 2019).
Si vous disposez d'ouvrages ou d'articles de référence ou si vous connaissez des sites web de qualité traitant du thème abordé ici, merci de compléter l'article en donnant les références utiles à sa vérifiabilité et en les liant à la section « Notes et références ».
Fernando Juan Santiago Francisco María Piria de Grossi, né à Montevideo, le 21 août 1847 et mort le 11 décembre 1933, est un entrepreneur uruguayen, connu pour avoir créé la station balnéaire Piriápolis.

## Biographie
Il est le fils des immigrants génois Lorenzo Piria et Serafina de Grossi. Son père meurt durant son enfance, aussi sa mère l'envoie en Italie  pour que son oncle, jésuite, se charge de sa formation. Il étudie la littérature et les sciences, et visite certaines villes d'Italie comme Naples et Rome qui lui font découvrir la culture classique.
Il revient ensuite en Uruguay où il exerce plusieurs petits métiers.
Le 25 décembre 1866, il épouse Magdalena Rodino, qui sera la mère de ses quatre enfants : Francisco José, Adela, Lorenzo Piria et Arturo Piria. Il se remarie en 1894 avec María Emilia Franz. Il épouse en troisièmes noces Carmen Piria, une Argentine que Piria reconnaîtra en 1933, juste avant de mourir, comme sa fille naturelle.
A 29 ans, il exerce le métier de commissaire priseur au Mercado Viejo, situé dans la citadelle de Montevideo qui fut ensuite démolie lors de l'agrandissement de la Plaza Independencia. En 1870, le Mercado Viejo subit un incendie et Piria, qui connait alors de graves pertes financières, doit déplacer sa boutique « Exposición Universal » au 18 de la rue Julio esquina Andes. Il ouvre ensuite un atelier de confection de vêtements et fait preuve d'un grand sens des affaires.
Il meurt d'une congestion pulmonaire le 11 décembre 1933.

### Création de Piriápolis
En 1890, il achète 2700 hectares de campagne, intéressé par l'exploitation touristique de la côte uruguayenne.
Il termine en 1897 la construction du château, dont il fait sa résidence principale. Le jardin comportait de nombreuses fontaines et statues, et était planté d'espèces végétales exotiques.

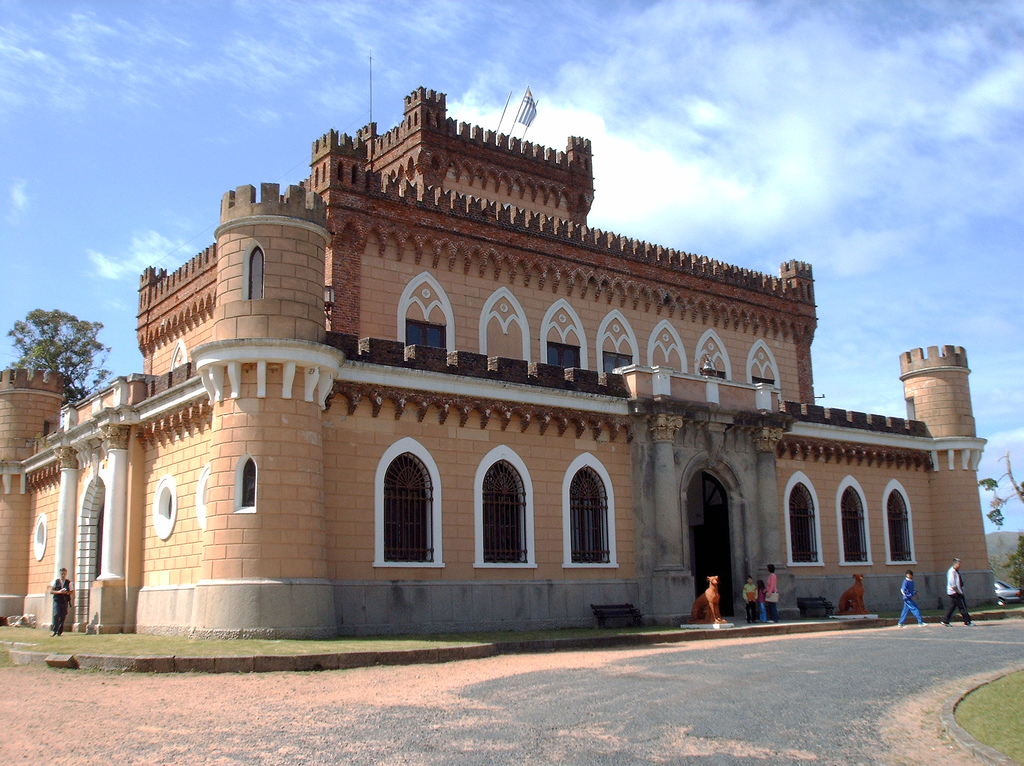
Le château de Piriápolis

En 1905, il construit le premier Gran Hotel, appelé « Hotel Piriápolis », et qui porte aujourd'hui le nom « Colonia Escolar de Vacaciones ». En 1910 il lance la construction de la rambla (avenue le long du rio de la Plata), inspirée de ses voyages sur la côte d'Azur. À partir de 1912 la ville voit se construire de nombreux chalets. En 1913 commence à fonctionner le train à vapeur qui relie la gare Pan de Azúcar et le port de Piriápolis, encore en construction. Le port sera achevé en 1916 et permettra l'arrivée de bateaux touristiques.

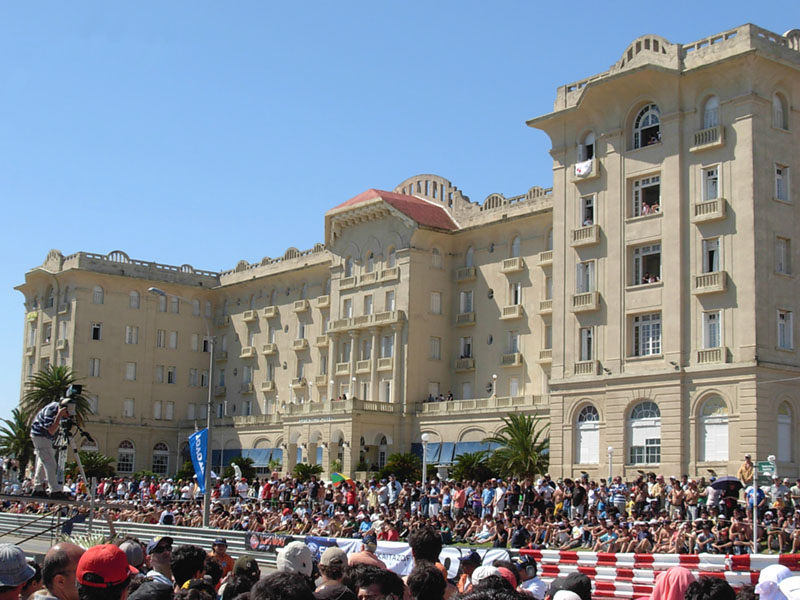
Argentino Hotel à Piriápolis

Finalement, Piria fit construire, pour 5 millions de pesos — montant considérable pour l'époque —, un des plus grands hôtels d'Amérique du Sud, nommé Argentino Hotel dont la première pierre fut placée en 1920 par le président uruguayen Baltasar Brum, et qui fut inauguré le 24 décembre 1930.